# Foro de São Paulo
Il Foro de São Paulo (FSP, in italiano Forum di San Paolo) è una conferenza dei partiti politici di sinistra e altre organizzazioni dell'America Latina e dei Caraibi. È stato lanciato dal Partito dei Lavoratori (in portoghese: Partido dos Trabalhadores - PT) del Brasile nel 1990 nella città di San Paolo.
Secondo gli organizzatori, attualmente sono più di 100 i partiti politici e le organizzazioni che partecipano alle riunioni. Le posizioni politiche variano all'interno di una vasta gamma, che comprende i partiti socialdemocratici, organizzazioni comunitarie, sindacali e sociali legate alla sinistra cattolica, gruppi etnici e ambientali, le organizzazioni nazionaliste, i partiti comunisti e anche gruppi guerriglieri come le FARC. A queste ultime, tuttavia, è stato poi esplicitamente impedito di partecipare dal 2005.

## Storia
Il Forum di San Paolo è stato costituito nel 1990, quando il Partito dei Lavoratori brasiliani contattò altri partiti e movimenti sociali dell'America Latina e dei Caraibi con l'obiettivo di discutere del nuovo scenario internazionale dopo la caduta del muro di Berlino e le conseguenze dell'attuazione delle politiche neoliberiste adottate da parte dei governi della regione, a quel tempo di destra.
Al primo incontro, tenutosi a San Paolo, nel luglio del 1990, parteciparono i membri di 48 partiti e organizzazioni provenienti da America Latina e dei Caraibi. Il nome originale era Incontro dei Partiti e delle Organizzazioni di Sinistra e Antimperialiste dell'America Latina (in portoghese: Encontro de Partidos e Organizações de Esquerda e Antiimperialistas da América Latina). Nel 1991, a Città del Messico, l'incontro cominciò ad essere chiamato anche Foro de São Paulo, in riferimento al luogo del primo incontro.
Le successive riunioni si sono tenute a Managua (1992), L'Avana (1993), Montevideo (1995), San Salvador (1996), Porto Alegre (1997), Città del Messico (1998), Managua (2000), L'Avana (2001), Antigua Guatemala (2002), Quito (2003), San Paolo (2005), San Salvador (2007), Montevideo (2008), Città del Messico (2009), Buenos Aires (2010), Managua (2011), Caracas (2012), San Paolo (2013), La Paz (2014), Città del Messico (2015).

## Partecipanti
Lista dei partiti politici partecipanti:
| Nazioni           | Organizzazioni Associate |
| ----------------- | --- |
| Argentina         | - Frente Grande - Fronte Trasversale Nazionale e Populare - Movimiento Libres del Sur - Partito Comunista - Partito Comunista – Congresso Straordinario - Partito Comunista Rivoluzionario - Partido Umanista - Partido Intransigente - Partito Operaio Revoluzionario-Posadista - Partito Socialista - Partido Solidario - Unione dei Militanti per il Socialismo.                                        |
| Aruba             | - Partito Rete Democratica |
| Bolivia           | - Movimento per il Socialismo - Movimento Bolivia Libera - Partito Comunista della Bolivia |
| Brasile           | - Partido Democratico Laburista - Partito Comunista del Brasile - Partito Comunista Brasiliano - Partito Socialista Brasiliano - Partito Popolare Socialista - Partito Patria Libera - Partito dei Lavoratori |
| Cile              | - Sinistra Cristiana del Cile - Movimento di Sinistra Rivoluzionaria - Partito Comunista del Cile - Partito Umanista - Partito Socialista del Cile |
| Colombia          | - Polo Democratico Alternativo - Presenti per il Socialismo - Partito Comunista Colombiano - Forze Armate Rivoluzionarie della Colombia (FARC) |
| Costa Rica        | - Partito Fronte Ampio - Avanguardia Popolare -Partito Comunista |
| Cuba              | - Partito Comunista di Cuba |
| Curaçao           | - Partito Popolo Sovrano |
| Ecuador           | - Movimento di Unità Plurinazionale Pachakutik – Nuevo País - Movimento PAIS - Movimento Popolare Democratico - Partito Comunista dell'Ecuador - Partido Comunista Marxista-Leninista dell'Ecuador - Partito Socialista-Fronte Ampio |
| El Salvador       | - Fronte Farabundo Martí per la Liberazione Nazionale |
| Guatemala         | - Alleanza Nuova Nazione - Unità Rivoluzionaria Nazionale Guatemalteca |
| Haiti             | - Organizzazione del Popolo in Lotta |
| Honduras          | - Fronte Nazionale di Resistenza Popolare - Partito Libertà e Rifondazione - LIBRE |
| Martinica         | - Partito Comunista per l'Indipendenza e il Socialismo - Consiglio Nazionale dei Comitati Popolari |
| Messico           | - MORENA - Partito dei Comunisti Messicani - Partido Comunista del Messico - Partito della Rivoluzione Democratica - Partito del Lavoro |
| Nicaragua         | - Fronte Sandinista di Liberazione Nazionale |
| Panama            | - Partito del Popolo del Panamá |
| Paraguay          | - Partito Popolare Tekojoja - Partito Convergenza Popolare Socialista - Partito Comunista Paraguaiano - Partito del Movimento al Socialismo - Partito País Solidale |
| Perù              | - Partito Comunista del Perú-Patria Roja - Partito Comunista Peruviano - Partito Nazionalista del Perú - Partito Socialista |
| Porto Rico        | - Fronte Socialista - Movimento Independentista Nazionale Hostosiano - Partito Nazionalista di Porto Rico |
| Rep. Dominicana   | - Alleanza per la Democrazia - Forza della Rivoluzione - Movimento Sinistra Unita - Partito Comunista del Lavoro - Partito della Liberazione Dominicana - Partito dei Lavoratori Dominicani - Partito Rivoluzionario Dominicano |
| Trinidad e Tobago | - Movimento per la Giustizia Sociale |
| Uruguay           | - Fronte Ampio - Assemblea Uruguay - Corrente de Unità Frenteamplista - Movimento di Partecipazione Popolare - Movimento di Liberazione Nazionale Tupamaros - Partito Comunista dell'Uruguay - Partito Operaio Rivoluzionario Troskista-Posadista - Partito per la Vittoria del Popolo - Partito Socialista di Lavoratori - Partito Socialista dell'Uruguay - Vertiente Artiguista - Movimento 26 di Marzo |
| Venezuela         | - Lega Socialista - Movimento Elettorale del Popolo - Partito Comunista del Venezuela - Partito Socialista Unito del Venezuela - Patria Per Tutti |

## Successi elettorali
Al momento della fondazione del FSP solo il Partito Comunista Cubano era al governo. Negli anni successivi i partiti aderenti andarono al governo in Venezuela con Hugo Chavez e Maduro del PSUV, Brasile con Lula e Rousseff del PT, Uruguay con Tabaré Vazquez e Pepe Mujica del Fronte Ampio, Bolivia con Morales del MAS, Cile con Bachelet del PS, Ecuador con Correa del PAIS, Nicaragua con Ortega del FSNL, Paraguay con Lugo, El Salvador con Funes e Sánchez Cerén del FMNL, Perù con Humala del Partito Nazionalista.